# Walker (Minnesota)
Walker – miasto w Stanach Zjednoczonych, w stanie Minnesota, siedziba administracyjna hrabstwa Cass.